# Oskar Gröning
Oskar Gröning (scris și Oskar Groening, n. 10 iunie 1921, Nienburg/Weser, Saxonia Inferioară, Germania – d. 9 martie 2018, Saxonia Inferioară, Germania) a fost un subofițer SS german, cu rangul de unterscharfuehrer, corespunzând gradului de sergent.
A deținut o funcție administrativă în Lagărul de concentrare Auschwitz. Astfel, se ocupa cu ținerea evidenței banilor confiscați de la deținuți, motiv pentru care este supranumit contabilul de la Auschwitz.
După căderea Germaniei naziste, este capturat de trupele britanice la 10 iunie 1945.
După o perioadă petrecută ca prizonier de război, revine în Germania și duce o viață retrasă, dar în anii 80 începe să facă dezvăluiri despre crimele la care asistase în lagăr.
În septembrie 2014 este acuzat de complicitate la uciderea a peste 300.000 de evrei în camerele de gazare.
Procesul începe în august 2015 și, deși avea 95 de ani, este condamnat în iulie la patru ani de închisoare.